# Alfred William Hunt

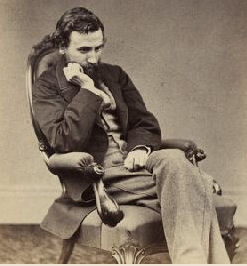
Alfred William Hunt

Alfred William Hunt (* 15. November 1830 in Liverpool; † 3. Mai 1896 in London) war ein englischer Landschaftsmaler.

## Leben
Alfred William Hunt war Sohn des Landschaftsmalers Andrew Hunt (1790–1861), bei dem er den ersten Unterricht erhielt. Nachdem er bereits auf der Universität Oxford studiert hatte, entschied er sich im Alter von 25 Jahren für die Malerei. Seine Arbeit erregte die Aufmerksamkeit von John Ruskin, der sein Mentor wurde und ihn ermutigte, mit dem Malen fortzufahren.
Seine meist den Küstengegenden Englands und Schottlands entlehnten Landschaften und Marinen sind von tiefem poetischen Gefühl, von großartiger, realistischer Auffassung und besonders meisterhaft in Luftperspektive, Wasser und Bäumen; der Vordergrund ist bisweilen flüchtig behandelt.
1861 hatte er die erfolgreiche Schriftstellerin Margaret Raine geheiratet und lebte mit ihr in „Campden Hill“, dem Haus, das einmal dem Präraffaeliten Holman Hunt gehört hatte, mit dem er nicht verwandt war. Sie hatten drei Töchter: Violet, Venetia und Sylvia.
1864 wurde er in die Old Water Colour Society gewählt.
Bis 1870 hatte er Hunderte von Ölbildern und Aquarelle geschafften.

## Werke (Auszug)
Zu seinen besten Ölgemälden gehören:
- Flut und Wind (1860)
- Der streitige Grund und Boden (1862)
- Morgennebel am Loch Maree (1870)
- Goring Lock an der Themse (1871)
- Mondaufgang über Bamborough (1872)
- Meine Sommertage (1876)
- An der Küste von Yorkshire (1877)

zu seinen besten Aquarellen gehören:
- Die Hochöfen von Durham
- Loch Torridon
- Streatley an der Themse
- Bamborough von der Südseite
- Die Nußernte